# Клінтон (округ, Айова)
Шаблон:StateAbbr_ 41°53′34″ пн. ш. 90°31′39″ зх. д. / 41.892777777778° пн. ш. 90.5275° зх. д.
Округ  Клінтон (англ. Clinton County) — округ (графство) у штаті  Айова, США. Ідентифікатор округу 19045.

## Історія
Округ утворений 1837 року.

## Демографія
За даними перепису 
2000 року 
загальне населення округу становило 50149 осіб, зокрема міського населення було 34174, а сільського — 15975.
Серед мешканців округу чоловіків було 24341, а жінок — 25808. В окрузі було 20105 домогосподарств, 13676 родин, які мешкали в 21585 будинках.
Середній розмір родини становив 2,98.
Віковий розподіл населення поданий у таблиці:
| Стать    | До 15 років | 15-21 | 22-29 | 30-39 | 40-49 | 50-65 | 65-85 | Понад 85 |
| -------- | ----------- | ----- | ----- | ----- | ----- | ----- | ----- | -------- |
| Чоловіки | 5374        | 2492  | 2130  | 3416  | 3770  | 3982  | 2893  | 284      |
| Жінки    | 5132        | 2407  | 2112  | 3444  | 3819  | 4137  | 3965  | 792      |

## Суміжні округи
- Джексон — північ
- Керролл, Іллінойс — північний схід
- Вайтсайд, Іллінойс — схід
- Рок-Айленд, Іллінойс — південний схід
- Скотт — південь
- Седар — південний захід
- Джонс — північний захід

## Виноски
1. ↑  U.S. Decennial Census. United States Census Bureau. Архів оригіналу за 26 квітня 2015. Процитовано 14 липня 2014.
2. ↑  Historical Census Browser. University of Virginia Library. Архів оригіналу за 26 грудня 2013. Процитовано 14 липня 2014.
3. ↑  Population of Counties by Decennial Census: 1900 to 1990. United States Census Bureau. Архів оригіналу за 22 квітня 2014. Процитовано 14 липня 2014.
4. ↑  Census 2000 PHC-T-4. Ranking Tables for Counties: 1990 and 2000 (PDF). United States Census Bureau. Архів оригіналу (PDF) за 18 грудня 2014. Процитовано 14 липня 2014.
5. ↑  State & County QuickFacts. United States Census Bureau. Архів оригіналу за 28 грудня 2015. Процитовано 14 липня 2014.(англ.) Наведено за англійською вікіпедією.
6. ↑  American FactFinder. Бюро перепису населення США. Архів оригіналу за 29 липня 2011. Процитовано 31 січня 2008.

| США | Це незавершена стаття з географії США. Ви можете допомогти проєкту, виправивши або дописавши її. |